# Francis Shaughnessy
Francis John „Frank” Shaughnessy, Jr. (Roanoke, Virginia, 1911. június 21. – Montréal,     Québec, Kanada, 1982. június 12.) amerikai-kanadai olimpiai bronzérmes jégkorongozó, sporttisztviselő.
A Notre Dame Egyetemen volt amerikaifutball-sztárjátékos mint halfback és kétszeres kapitány. A McGill Egyetemen is futballista volt, de emellett jégkorongozott is.
Amerikai születésű volt, de élete nagy részét Kanadában élte le. Kettős állampolgársága miatt játszhatott a válogatottban.
Az 1936. évi téli olimpiai játékokon, a jégkorongtornán, Garmisch-Partenkirchenban játszott az amerikai válogatottban. Az első fordulóban csak a második helyen jutottak tovább a csoportból, mert az olasz csapat legyőzte őket hosszabbításban. A németeket 1–0-ra, a svájciakat 3–0-ra verték. A középdöntőből már sokkal simábban jutottak tovább. Három győzelem és csak a svédek tudtak ütni nekik 1 gólt. A négyes döntőben viszont kikaptak Kanadától 1–0-ra és 0–0-t játszottak a britekkel, valamint megverték a csehszlovákokat 2–0-ra és így csak bronzérmesek lettek. 8 mérkőzésen játszott és nem ütött gólt.
Az olimpia után 1973-ig a Bell Telephone cégnél dolgozott és a Kanadai Olimpiai Bizottságban vállalt fontos szerepeket, mint alelnök. Szintén tagja volt a Kanadai Síszövetségnek és a Kanadai és Québec-i Golf Szövetségnek.